# パトリムパス

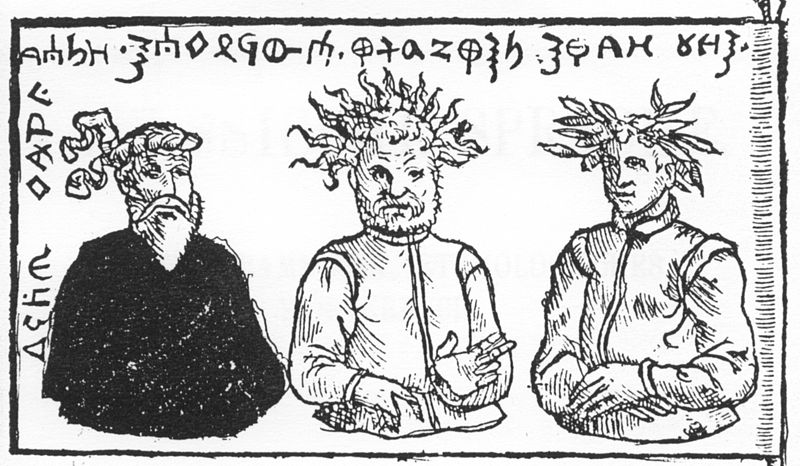
ヴィーデヴートのものとされる旗（右がパトリムパス）

パトリムパス（リトアニア語: Patrimpas）は、異教時代のプロイセン神話やリトアニア人の神話で言及される、海または穀物の神である。ポトゥリンポ (Potrimpo) やポトリンプス (Potrimpus)、アトリムパスやアントリンプスや Autrimpo、Natrimpe、といった名前でも知られている。
パトリムパスは、ピクラス、ペルクナスと共に、リトアニアの神話で著名、主要な三つの神格の一つと定義されている。
この神について知られている事柄の多くは、信頼性の低い16世紀の情報源から得られている。

## 概要
パトリムパスは、14世紀の文書『Collatio Espiscopi Varmiensis』で初めて名前（Natrimpeとして）が挙げられている。その文書とは、ヴァルミア司教によってローマ教皇・マルティヌス5世に送られたもので、かねがね「悪魔」であるパトリムパスとピクラス（Peckols、Patollu）を崇拝していた異教徒の古プロイセン人達を、ドイツ騎士団がキリスト教化するのに成功したことを教皇に知らせるものだった。

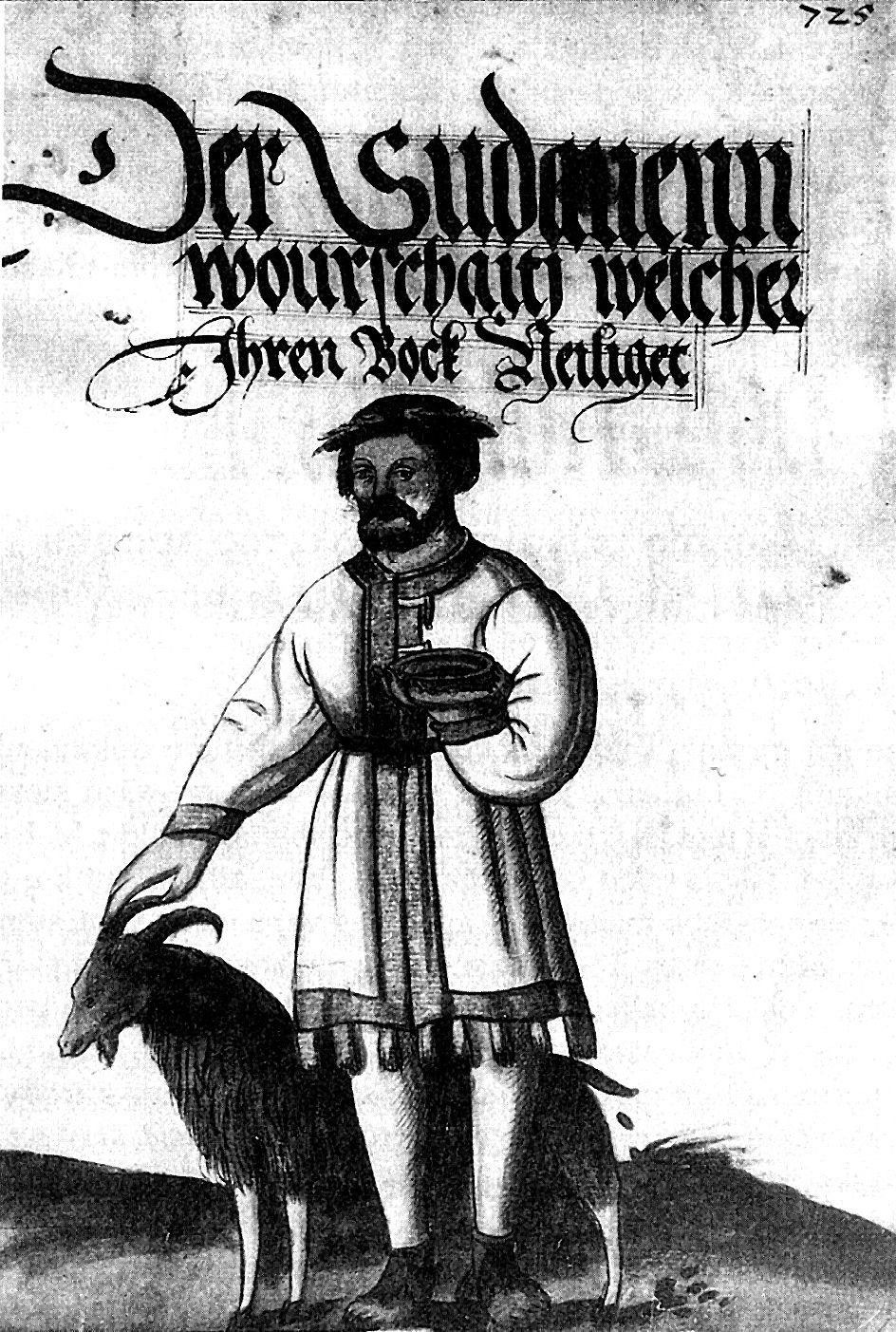
『Sudovian Book』

Simon Grunauは、パトリムパスは穀物の神であり、そして、雷神ペルクナスと死神ピクラスと共に異教における三位一体を構成していたと主張した。パトリムパスは、ヴィーデヴートの旗では、穀物の花穂でできた花冠を被っている、若く快活な男性として表現された。Grunauはさらに、蛇がパトリムパスの創造物として、崇拝されてミルクも与えられていた（ザルティスを参照）と主張した。『Sudovian Book』（1520年–1530年）は、流水の神としてのポトリンプス (Potrimpus) と、海の神としてのAutrimpo (Autrimpus) を記載している。ラシキウス によれば、1582年の時点で古プロイセン人達が信仰していた神々の中には、川と泉と司る神ポトリンプスと、海を司る神アントリンプスがいた。
後の時代の著述家達はこれら文書の説明を真似て、たいていは、ポトゥリンポ（パトリムパス）とAutrimpoを大地と水を司る1柱の神に統合した。Jan Sandecki Maleckiやラシキウスは、古プロシセン人がポトリンプス（パトリムパス）に祈り、熱せられた蝋を水に入れて、蝋の形状に基づいて未来を占った旨を記している。マチェイ・ストルィイコフスキは、ロムヴァの神殿にはパトリムパスの銅製の偶像（ザルティスが巻き付いていた）があったと書いている。シモナス・ダウカンタスは、泉、幸福、豊穣、牛そして穀物の神として、パトリムパスを説明した。T. ナルブット の説明によれば、パトリムパスは海と水を司り、「人間の最も基本的な欲求を満足させる為に必要なあらゆるものを授与してくれる」神であった。パトリムパスが与える「人間の基本的な欲求を満足させるために必要なもの」とは水であると解釈されている。昔から、水は森羅万象の始まりであり、あらゆる生きものの根源であると考えられていた。そのため、水を象徴するパトリムパスは、生物の成長を促す豊かなものの神格であった。

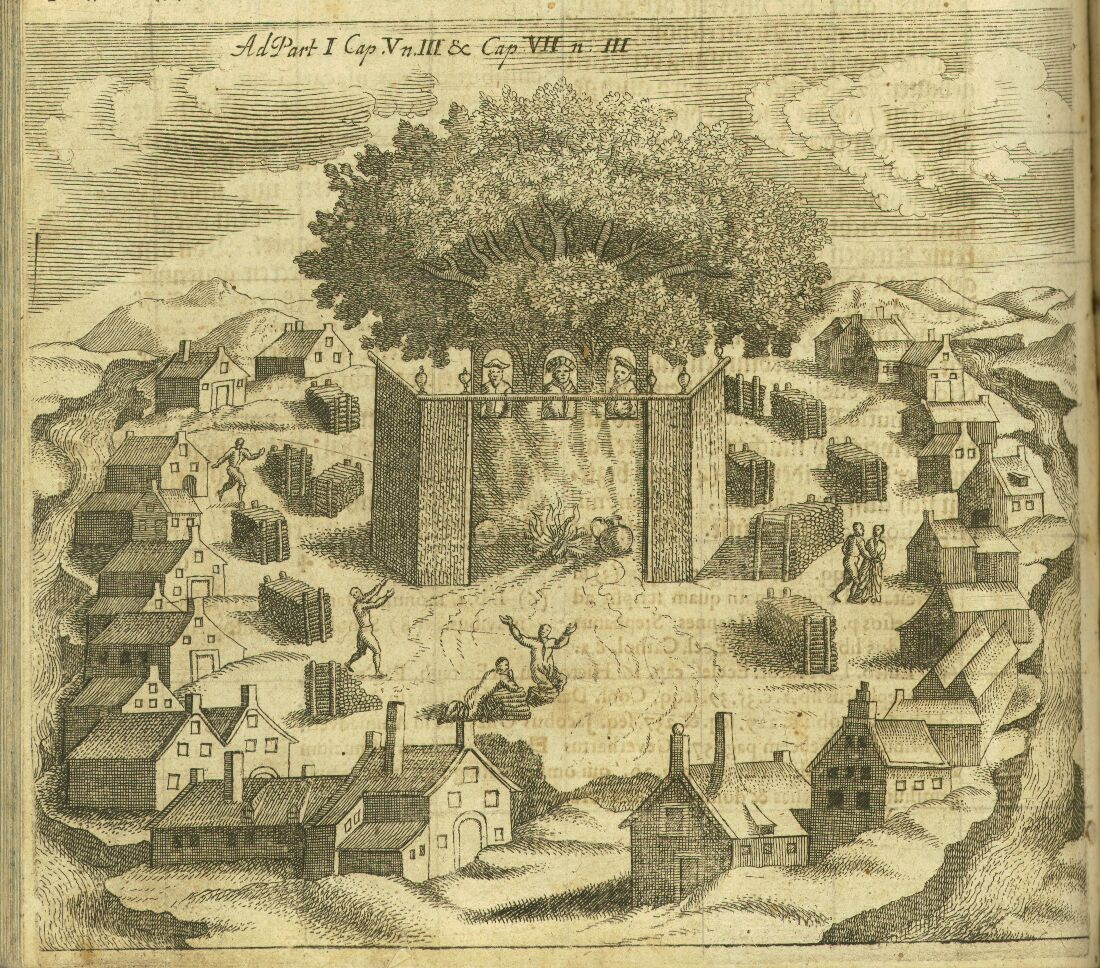
ロムヴァの神殿。大樹に3柱の神々が祀られている

パトリムパスは、1853年にルートヴィヒ・ベヒシュタインが書いた『ドイツ伝説集 (Deutsches Sagenbuch)』の中でも言及されている。古プロイセンの町ロモーフェには、夏も冬も青々とした葉を茂らせた大きな柏の木があり、そこに雷神ペルクノス (Perkunos)、死神ピコッロス (Pikollos)、そして戦争と豊饒を司る神ポトリンポス (Potrimpos) が祀られていた。こうした聖なる柏の大樹は他の地方にもあった。ある時、ヴィーデヴート（ヴァイデヴートとも）王は、自身が高齢となり敵とも戦えなくなったことを悟ると、国を息子達に譲り、それからロモーフェにある柏の大樹の元で自身を3柱の神々に生贄として献げるべく薪の炎の中に身を投じた。プロイセン地方のトルン（現在はポーランドの都市）にも、古プロイセン人達に広く知られた聖なる柏の大樹の4本目があった。そこにもペルクンノス (Perkunnos)、ピコッルス (Pikollus)、そしてポトリンプス (Potrimpus) の3柱の神々とそれらに次ぐ地位の多くの神々が祀られていた。また、かつてリトアニア人にとって最も有名だった大きな聖所がロンビヌス山（リトアニア語ではランビナス山) の山上にあったが、そこにあった大きな石の祭壇には神ポトリンポスへの生贄が供えられていた。石は、神が自分でそこに置いたと伝えられている。なお、ケーニヒスベルクの近郊にある山ガルトガルテン（リーナウとも）の山頂にある神殿に祀られたのは、歓喜の神リゴのほか、食事の膳を司るクルヒョ（ゴルヒョとも）、家畜の神ヴァルスカイト、家禽の神イシュヴァンブラートの3柱の神々だった。この3柱は、古プロイセン人が高位の神々とみなしていたペルクンノス、ピコッルス、そしてポトリンプスに次ぐ位置にあったとされている。
前述のようにパトリムパスは蛇と関連づけられることがある。その姿が人の顔を持った蛇として表現されることもあり、また、パトリムパスの象徴とみなされる、麦の穂で覆われた水の入った壺は蛇の巣にもなる。人々はパトリムパスに対し、海で採取した龍涎香を捧げたり、時には人柱を提供することもあったという。

## 名前
Kazimieras Būgaによれば、パトリムパスの名前は、リトアニア語の動詞 trempti （踏みつける、踏み鳴らす）に関連のある、語幹の trimp- から派生しているという。この研究に従って、ウラジミール・トポロフは、最初は豊穣神 Trimps がおり、それが後に2柱の神に分けられたと考えた。さらに、研究者達は、その名前が豊穣の儀式に関連している可能性があると考察した。